# Эвоуна, Джозеф
Джозеф Эвоуна (англ. Joseph Evouna, 23 октября 1952) — камерунский велогонщик, выступавший на шоссе. Участвовал в летних Олимпийских играх 1972 и 1980 годов.

## Биография
Джозеф Эвоуна родился 23 октября 1952 года.
В детстве также занимался футболом, однако ему посоветовали сосредоточиться на велоспорте.
В 1972 году вошёл в состав сборной Камеруна на летних Олимпийских играх в Мюнхене. В шоссейной индивидуальной групповой гонке на 200 км сошёл с дистанции. В командной групповой гонке на 100 км сборная Камеруна, в которую также входили Жан Бернар Джамбу, Джозеф Коно и Николас Овона, заняла 33-е место среди 36 команд, показав результат 2 часа 40 минут 10,3 секунды. Камерунцы уступили выигравшей золото сборной СССР более 28 минут.
В 1980 году вошёл в состав сборной Камеруна на летних Олимпийских играх в Москве. В шоссейной индивидуальной групповой гонке на 189 км сошёл с дистанции.
С 1985 года работает тренером. Занимает пост национального технического директора по велоспорту.